# 李昆 (藝人)
李昆（1930年2月18日—2008年3月12日），原名李心亮，男，香港暨臺灣演員，曾獲金鐘獎單元劇最佳男配角。

## 生平
李昆生於天津，畢業於育才商科職業學校，1951年赴港，1957年從影，在粵語片中擔任臨時演員，處女作為《飛虎將軍》。邵氏開拍國語片後，他成為該公司基本演員，以丑角演出著稱，代表作是《梁山伯與祝英台》中的四九。他亦曾以主角身份演出《小山東到香港》等片。
後來他事業的重心轉移到臺灣：1978年與金石合導電影《對對胡》，1983年夏，他應華視之邀，與李璇共同主持節目，頗受歡迎。2001年，他在電視劇《逆女》中演出女主角丁天使的父親，榮獲第三十六屆金鐘獎單元劇最佳男配角。2003年，他於《梁祝四十》舞台劇中再度演出四九，與凌波、任潔同台，造成轟動。
李昆有過兩段婚姻，第二任太太李素貞是泰國華僑，雖然婚後生活並不寬裕，仍與他同甘共苦。他是虔誠的佛教徒，生前便交代家人，後事一切從簡。2008年3月9日，他突發腦溢血，三天後辭世。遺體火化後，於淡水漁人碼頭海葬。

## 導演作品
- 1978年《對對胡》（與金石合導）

## 副導演作品
- 1962年《花田錯》（The Bride Napping）
- 1963年《七仙女》（A Maid From Heaven）
- 1965年《大地兒女》（Sons Of The Good Earth）

## 演出作品

### 電影
- 1957年
  - 《飛虎將軍》（Flying Tigers）
- 1958年
  - 《曼波女郎》（Mambo Girl）
  - 《妙手回春》（The Magic Touch）
  - 《全家福》（The Blessed Family）
- 1959年
  - 《青春兒女》（Spring Song）
  - 《空中小姐》（Air Hostess）
- 1960年
  - 《桃花淚》（Tragic Melody）
  - 《入室佳人》（Challenge Of Love）
  - 《黑蝴蝶》
  - 《倩女幽魂》（The Enchanting Shadow）
- 1961年
  - 《神仙，老虎，狗》（The Fair Sex）
  - 《隔牆艷史》（太太回娘家－The Girl Next Door）
  - 《手鎗》（The Pistol）
- 1962年
  - 《南北一家親》－演員：白露明（飾：沈佩明）、雷震（飾：李焕襄）、张清（飾：沈清文）、梁醒波（飾：沈敬炳）
  - 《花好月圓》（Love In Bloom）
  - 《楊貴妃》
- 1963年
  - 《梁山伯與祝英台》（The Love Eterne）－飾：四九。
  - 《武則天》（Empress Wu）
  - 《楊乃武與小白菜》（The Adulteress）
  - 《閻惜姣》（Three Sinners）
  - 《夜半歌聲續集》（Mid-nightmare, The Sequel）
- 1964年
  - 《萬花迎春》（The Dancing Millionairess）
  - 《血手印（包公巧斷血手印）》（The Crimson Palm）
  - 《花木蘭》（Lady General Hua Mulan）
  - 《潘金蓮》（The Amorous Lotus Pan）
  - 《新啼笑姻緣》（Between Tears And Smiles）
  - 《玉堂春》（The Story Of Sue San）－飾：金哥
  - 《血濺牡丹紅》（The Warlord And The Actress）
  - 《山歌戀》
- 1965年
  - 《心花朵朵開》
  - 《怒海情仇》
  - 《紅伶淚（新秋海棠）》（Vermilion Door）
  - 《小雲雀》（The Lark）－飾：小朱
  - 《大地兒女》（Sons Of The Good Earth）
  - 《寶蓮燈》（The Lotus Lamp）
  - 《蝴蝶盃》（The Butterfly Chalice）－飾：盧家家丁
  - 《西廂記》（West Chamber）
  - 《風流丈夫》（Move Over, Darling）
- 1966年 
  - 《藍與黑（上）、（下）》－飾：維他命G
    - 《藍與黑》（The Blue And The Black）
    - 《藍與黑續集》（The Blue And The Black 2）

  - 《何日君再來》（Till The End Of Time）
  - 《野姑娘》（Sweet And Wild）
  - 《西遊記》
- 1967年
  - 《諜網嬌娃》（Operation Lipstick）－飾：陳二
  - 《特警零零九》（Interpol）
  - 《鐵觀音》（Angel With The Iron Fists）－飾：探員
  - 《龍虎溝》（The Dragon Creek）
  - 《菁菁》（Moonlight Serenade）
  - 《連瑣》（Lady Jade Locket）
  - 《三更冤》（The Mid-Night Murder）－飾：王小二
  - 《星月爭輝》－飾：小陳
- 1968年
  - 《斷魂谷》（Death Valley）
  - 《狐俠》－飾：章平
  - 《色不迷人人自迷》（Divorce Hong Kong Style）－飾：王安邦
  - 《三燕迎春》（Three Swingings Girls）－飾：方一帆
  - 《春滿乾坤》（Double Trouble）－飾：李小坤
- 1969年
  - 《三笑》（The Three Smiles）－飾：船家
  - 《虎膽》（Raw Courage）
  - 《龍門金劍》（The Golden Sword）
  - 《紅線七千號》
- 1970年
  - 《噴火美人魚》（Guess Who Killed My Twelve Lovers）
  - 《武林風雲》（A Taste Of Cold Steel）
  - 《十二金牌》（The Twelve Gold Medallions）
  - 《那個不多情》（A Time For Love）
- 1971年
  - 《劍》（The Sword）
  - 《鬼流星》（The Comet Strikes）
  - 《黑白道》（The Brave And The Evil）－飾：小廚子
  - 《冰天俠女》（Vengeance Of A Snow Girl）－飾：西門冲
  - 《唐山大兄》（The Big Boss）－飾：吳十昆
  - 《天龍八將》（The Invincible Eight）
  - 《騙術奇譚》（The Legends Of Cheating）
  - 《影子神鞭》（The Shadow Whip）
  - 《我愛金龜婿》（We Love Millionaires）
  - 《歌迷小姐》
  - 《鑽石艷盜》（The Venus' Tear Diamond）
- 1972年
  - 《辣手強徒（神女強徒）》（The Notorious Ones）
  - 《風月奇譚》（Legends Of Lust）
  - 《鴻運當頭》（The Lucky Guy）－飾：差利趙
  - 《精武門》（Fist Of Fury）－飾：三師兄
  - 《猛龍過江》（Fist Of Fury）－飾：昆
  - 《鬼屋歌聲》（Song From A Haunted House）
  - 《祇羡鴛鴦不羡仙》（The Admarid Girl）
  - 《獅吼》（The Roaring Lion）－飾：萬治東
  - 《窄梯》
  - 《野馬》
  - 《情變》（Changing Love）
  - 《拳頭枕頭》（Sonny Come Home）
  - 《淘氣公主》（The Naughty Beauty）
  - 《騙術大觀》（Cheating In Panorama）
- 1973年
  - 《海員七號》（Seaman no. 7）
  - 《騙術奇中奇》（Cheat To Cheat）
  - 《馬路小英雄》（Back Alley Princess）
  - 《五雷轟頂》（Thunderbolt）
  - 《搖錢樹（新潮玉女）》（The Money-Tree）
  - 《愛慾奇譚》（Love Is A 4 Letter Word）
  - 《蕩寇三狼 》
  - 《冷虎》（A Man Called Tiger）
  - 《龍虎金剛》（The Tattooed Dragon）
  - 《李小龍的生與死》
- 1974年
  - 《中泰拳壇生死戰》
  - 《運財童子小祖宗》
  - 《勾魂艷鬼》
  - 《阿福正傳》（The Little Man, Ah Fook）
  - 《死亡挑戰》（Bloody Ring）
  - 《鬼馬雙星》（Games Gamblers Play）－飾：酒店嫖客
  - 《風流女福星》（From The Underworld）
  - 《至尊寶》（Supremo）
  - 《街知巷聞（春滿多口街）》（The Tenants Of Talkative Street）－飾：馬昆
  - 《黃飛鴻少林拳》（The Skyhawk）－飾：韋文
  - 《大鄉里大鬧歐洲（跨海西征）》（Chinese Kung Fu Against Godfather）
  - 《綽頭狀元》
  - 《狼女》
- 1975年
  - 《心魔》（The Bedevilled）
  - 《金粉神仙手》
  - 《艷窟神探》（The Association）
  - 《驅魔女》（The Seven Conffins）
  - 《血盟千里》
  - 《小山東到香港》1975	《小山東到香港》	（Shantung Man In Hong Kong）
  - 《橫衝直撞小福星》
  - 《十三號凶宅》（A Haunted House）
- 1976年
  - 《唐山弟子（唐山大兄續集）》（The Big Boss Part II）
  - 《鬼胎》（The Possessed）
  - 《春滿芭提雅》（Springtime In Pattay）
  - 《拈花惹草》
  - 《七情六慾》（The 76 Humors）
  - 《鬼馬世界》（The 76 Humors II）
- 1977年
  - 《乾隆下江南》（The Adventures Of Emperor Chien Lung）－飾：劉墉
  - 《鬼馬姑爺仔》
  - 《關東五大俠》
  - 《唐山大兄2 》
  - 《床上的故事》（Bed For Day, Bed For Night）
  - 《越南大逃亡》（Escape From Vietnam）
- 1978年
  - 《貂女》（Naked Comes The Huntress）
  - 《說謊世界》
  - 《脂粉大煞星》
  - 《盲拳怪招神經刀》（Kung Fu Means Fists, Strikes And Swords）
  - 《諸葛四郎大鬥雙假面》（Little Hero）
  - 《對對胡》
  - 《死亡遊戲》（Game Of Death）
  - 《拳精》（Spiritual Kung Fu）
  - 《蛇形刁手》
  - 《真白蛇傳》（Love Of The White Snake）
  - 《乾隆下揚州》（The Voyage Of Emperor Chien Lung）－飾：劉墉
  - 《神鷹飛燕蝴蝶掌》（Eagle's Claws & The Butterfly Palm）
  - 《憨頭呆佬笨徒弟》
  - 《蛇鶴丹心震九州》
- 1979年
  - 《蛇形刁手鬥螳螂》（Snake In The Eagle）
  - 《笑拳怪招》（The Fearless Hyena）－飾：石富
  - 《龍形虎步千里追》（Snake Shadow, Lama Fist）
  - 《鬼叫春》（The Ghost Story）－飾：
  - 《奇門怪拳》
  - 《愛情 Pair Pair 對》
  - 《小子命大》
  - 《大惡客》（The Big Rascal）
  - 《功夫大拍賣》
  - 《百戰保山河》
  - 《結婚三級跳》
  - 《天生一對》（The Funny Couple）
  - 《醉俠蘇乞兒》（The Story Of Drunken Master）
- 1980年
  - 《幽靈神功》
  - 《癲螳螂》（The Thundering Mantis）－飾：二叔
  - 《雍正與年羹堯》（The Rebellious Reign）
  - 《饕餮功》（Of Cooks And Kung Fu）
  - 《至尊威龍》
  - 《風流人物》（The Prince Love Story）
  - 《天下一大笑》
  - 《笑拳怪招》（The Fearless Hyena）
  - 《乾隆皇與三姑娘》（Emperor Chien Lung And The Beauty）
  - 《賭王鬥千王》（The King Of Gambler）
- 1981年
  - 《飛屍》（Revenge Of The Corpse）
  - 《神劍動山河》
  - 《皇帝與太監》（The King And The Eunuch）
  - 《傻兵立大功》（Funny Soldier）
  - 《大笑將軍》（Funny General）
  - 《瘋狂大發財》（Kung Hai Fa Choy）
  - 《雞蛋石頭碰》（The Taxi Driver）
  - 《貓頭鷹》（The Legend Of The Owl）－飾：馮將軍
  - 《王牌大老千》
  - 《頂爺》
- 1982年
  - 《狂夜大風暴》
  - 《大情聖（傻丁有傻福）》（Playboy）
  - 《乾隆皇君臣鬥智》（The Emperor And The Minister）－飾：劉墉
  - 《雜牌大進擊》
  - 《鼉鼓鬼劍狼煙》－飾：劉德
  - 《入地獄未註冊》
- 1983年
  - 《虎鷹》（A Fist Full Of Talons）
  - 《情報販子》
  - 《今之俠者》
  - 《迷你特攻隊》（Fantasy Mission Force）
  - 《天下第一》（All The King's Men）
- 1984年
  - 《笑太極》
- 1985年
  - 《醜小鴨》
  - 《七隻狐狸》
  - 《情報販子（惡漢笑擊隊）》
  - 《陽春老爸》（Spring Daddy）
  - 《男人不是好東西》
  - 《摩登女性》
- 1986年
  - 《小小五虎將》
  - 《國父孫中山與開國英雄（國父傳）》（The Story Of Dr. Sun Yat-sen I）－飾：袁世凱
- 1987年
  - 《稻草人》（Straw Man）－飾：日本分駐所長
- 1989年
  - 《香蕉天堂》（Banana Paradise）－飾：李麒麟（老年）
- 1992年
  - 《踩過界》（The Golden Corps Come From China）
- 1993年
  - 《異域之末路英雄》（End Of The Road）－飾：翻譯官
- 1994年
  - 《梅珍》導演：劉家昌，演員：金素梅、狄龍、王惠五，曾獲美國聖地牙哥影展（最佳影片、最佳導演、最佳女主角、最佳男配角、最佳音樂、最佳主題曲）。
  - 《背靠背，臉靠臉》（Back To Back, Face To Face）
- 1999年 
  - 《千禧巨龍》（Century Hero）
- 2003年
  - 《灰色驚爆》（Gray）－飾：老局長
- 2004年
  - 《龍。一九七三以後...》（Dragon Since 1973）
- 2005年 
  - 《青春蝴蝶孤戀花》（Love's Lone Flower）－飾：盧九

### 電視劇
| 年份 | 頻道      | 劇名                           | 飾演角色       | 備註                                   |
| ---- | --------- | ------------------------------ | -------------- | -------------------------------------- |
| 1984 | 台視      | 《苦心蓮》                     | 田正雄         |                                        |
| 1985 | 華視      | 《愛情慢跑》－我愛舅舅         | 張得祿、瘋子   |                                        |
| 1986 | 中視      | 《挑夫》                       | 王三順         |                                        |
| 1993 | 華視      | 《包青天－探陰山》             | 柳洪           |                                        |
| 1993 | 華視      | 《包青天－鍘龐昱》             | 田忠           |                                        |
| 1994 | 華視      | 《七俠五義－綑龍索》           | 酒家小二       |                                        |
| 1995 | 華視      | 《劉伯溫傳奇－兄弟情》         | 房知縣         |                                        |
| 1997 | 中視      | 《布袋和尚》                   | 顧正（縣老爺） |                                        |
| 1997 | 華視      | 《施公奇案－考場怪譚》         | 噶禮           |                                        |
| 1998 | 華視      | 《施公奇案－福州師》           | 老趙           |                                        |
| 1999 | 華視      | 華視劇展《醒》                 |                | 第34屆金鐘獎男主角獎－提名             |
| 199x | 台視      | 《中國民間故事－玉面飛狐》     | 弘濟           |                                        |
| 199x | 台視      | 《中國民間故事－歡喜又發財》   | 空言           | 影片                                   |
| 199x | 台視      | 《中國民間故事－歡喜大吉祥》   | 空言           | 影片                                   |
| 199x | 台視      | 《中國民間故事－人狐情仇》     | 普通           | 影片                                   |
| 199x | 台視      | 《中國民間故事－邱罔舍外傳》   | 黃飛虎         | 影片                                   |
| 199x | 台視      | 《中國民間故事－風塵奇俠》     | 空明           | 影片                                   |
| 199x | 台視      | 《中國民間故事－秘術奇門遁甲》 | 水冷           | 影片                                   |
| 2000 | 台視      | 《包公出巡》                   | 包興           |                                        |
| 2000 | 台視      | 《包公奇案》                   | 包興           |                                        |
| 2000 | 華視      | 《珍珠彩衣》                   | 楚漢生         |                                        |
| 2001 | 台視      | 《逆女》                       | 丁父           | 第36屆金鐘獎榮獲「單元劇最佳男配角」獎 |
| 2003 | 公視      | 《孽子》                       | 老周           |                                        |
| 2003 | 公視      | 人生劇展《三尾活龍》           | 王永生         |                                        |
| 2003 | 華視 三立 | 《千金百分百》                 | 外公           |                                        |
| 2005 | 華視      | 《孤戀花》                     | 盧九           | 同年剪有電影版本《青春蝴蝶孤戀花》上映 |
| 2007 | 大愛      | 關山系列（四）《愛的約定》     | 老劉           |                                        |

## 榮譽
- 2001年，《逆女》，榮獲第36屆金鐘獎「單元劇最佳男配角獎」。

## 外部連結
- 李昆 （页面存档备份，存于）─國家電影中心
- 李昆在互联网电影资料库（IMDb）上的資料（英文）
- 李昆在香港影庫上的簡介
- 李昆在豆瓣上的资料（简体中文）
- 李昆在时光网上的簡介（简体中文）